# 九州・山口地方
九州・山口地方（きゅうしゅう・やまぐち ちほう）は、九州7県に関門海峡を隔てて隣接する山口県を加えた8県（或いは、九州7県・山口県・沖縄県を加えた9県）を示す広域的な地域の呼称の一つ。一般的な地方・地域区分とは異なるが、経済面を中心に広域的な地域の呼称として用いられることがある。

## 概要
本来、「地方」は付けずに「九州」と呼ぶと九州本島に存在する7県を指す。また、「九州地方」と呼ぶと沖縄県を含めた8県を指す。一方で、九州ではなく本州の一部である（一般的な地域区分としては中国地方に含む）山口県、特に西部の旧長門国は、本州の他の地域よりも九州との繋がりが深い（特に県内最大都市である山口県下関市は関門海峡を挟んだ福岡県北九州市と関門都市圏を形成している）。この点から「九州・山口地方」として一括される事例が数多く見られる。歴史的に見ると、明治維新を指導した「元勲」と呼ばれる政治家たちを多く輩出した、いわゆる「薩長土肥」4藩のうち土佐藩（現在の高知県）を除く3藩が、この「九州・山口地方」に含まれる。

## 主な例
気象庁における広域的な気象区分
梅雨入り・梅雨明けにおける区分では、山口県は中国地方ではなく九州北部と同一区域とされる。これは、下関地方気象台が福岡管区気象台の管轄となっているためである。なお、放送上のアナウンスコメントでは「山口県を含む九州北部地方では・・・」と放送される。
港湾空港行政における区分
国土交通省九州地方整備局のうち、港湾空港部門（旧運輸省第四港湾建設局）は山口県下関市を管轄区域に含めており、下関市に「下関港湾事務所」「下関港湾空港技術調査事務所」を置いている。なお、港湾空港部門の本局は第四港建時代から2006年10月まで山口県下関市に置かれていた（現在はほとんどの機能を福岡市博多区に移転）。なお、旧建設省系の部門は下関市まで含めて、山口県全域が中国地方整備局の管轄区域である。
海事・海難行政における区分
国土交通省九州運輸局は山口県下関市に「下関海事事務所」を置き、海事関係部門については山口県西部（下関市・山陽小野田市・宇部市・長門市）を管轄区域に含めている（陸運部門は山口県内全域が中国運輸局山口運輸支局の管轄）。また、海上保安庁のうち、北部九州担当の第七管区海上保安本部（福岡県北九州市門司区）は山口県の旧長門国（下関市・宇部市・山陽小野田市・長門市・萩市・阿武町）沿岸を管轄区域に含めている。
知事会
山口県は、中国知事会と九州知事会の両方に参加している。
経済団体
山口県は九州経済連合会と中国経済連合会の重複エリアとなっている。なお、前者は2006年（平成18年）まで「九州・山口経済連合会」の名称を用いた。
テレビ局・ラジオ局におけるブロックネット
山口県のテレビ・ラジオ局は、中国・四国地方のブロックネットと九州地方のブロックネットの双方に参加している例が多い。また、山口県の民放テレビ局は広島市と福岡市に営業拠点を置いている。
- 山口放送（テレビはNNN系列）は、通常は九州のブロックネットには参加していないが、台風接近時などのKRYテレビの報道特番において、福岡放送をはじめとする九州のNNN加盟各局と共同制作を行うことがある。
KRYラジオも九州地方のブロックネットは年1〜2回放送の『聴いて得するラジオマガジン』くらいである。
- テレビ山口（JNN系列）は、RKB毎日放送をはじめとする九州のJNN加盟7局とブロックネット番組「ムーブ2007」を共同制作している。また、九州・山口のJNN加盟8局共同のWebサイト「e-JNN」も作成している。
- 山口朝日放送（ANN系列）は、九州朝日放送をはじめとする九州のANN加盟6局とブロックネット番組「アサデス。九州山口」を共同制作している。かつては、九州朝日放送制作の深夜番組「ドォーモ」も九州・山口地区6局ネットとして放送していたが、2009年4月より山口朝日放送がネットを休止している。（現在は九州地区5局ネットで放送。）
- エフエム山口（JFN加盟局）は、九州のJFN加盟各局とFMQリーグを結成し、年一回共通のFMQリーグパワープレイを放送している。ただし、エフエム福岡制作のFMQリーグ向け番組はFMYでは放送されていない。（九州電力やNTTドコモ九州など、山口県をエリア外としているスポンサーがついている番組が多いためと推測される）

FNNにおける報道取材区域
山口県内にはFNN系列局がないため、県内の報道については福岡県を主たる放送エリアとするテレビ西日本が取材等を行っている（ただし岩国市などの県東部で『めざましテレビ』の中継や選挙等がある場合は、広島県を主たる放送エリアとするテレビ新広島が担当することが多い。）。なお、山口県西部・中部では直接受信やCATVでテレビ西日本が視聴できる家庭が多く、テレビ西日本のローカルニュースで山口県西部の話題を取り上げることもある。
NHKでのニュース・天気予報の取材区域・放送区域
NHK北九州放送局は山口県下関市での視聴が多いと言われており、総合テレビでのローカルニュースで下関近辺の話題を扱うことがある。下関市にあるNHK下関支局はNHK山口放送局の支局であるが、下関支局が北九州放送局にも独自にニュースを配信することもある。また、気象情報の九州ローカル放送では山口県の予報も表示している。予想最高・最低気温は九州沖縄は各県庁所在地だが、山口県の場合は下関市となっている。
テレビ情報誌での地域区分
週刊のテレビ情報誌（ザテレビジョン、週刊TVガイドなど）は山口朝日放送が開局した1993年秋より「広島・島根・鳥取・山口東版」と「福岡・佐賀・山口西版」が販売されており、山口県の放送局は両方の版に掲載されている。一般に県西部と県東部で販売エリアが分かれているが、県中部（山口・防府など）では両方の版を併売している店もある。
大手新聞社の管轄地域
朝日新聞、毎日新聞、読売新聞では、広島県以東の取材・発行・販売を大阪本社の管轄として、山口県と島根県石見地方での取材・発行・販売を西部本社（北九州または福岡）の管轄としている。なお、島根県石見地方については、記事取材のみ大阪本社の管轄としている場合もある。
産経新聞は九州一円を含めて大阪本社の管轄だったが、2009年に大阪本社内組織として九州・山口本部（現・西部本部）が発足して三大紙と同様の体制となった。
スポーツ新聞では、日刊スポーツが山口県の東部と西部で紙面構成が異なる（東部で広島版を、西部で九州版を発行）ほか、九州スポーツは、広島県安芸地方と島根県石見地方でも販売されている。
日本の道州制論議
旧長門国と旧豊前国を山口県や福岡県から分離して、長門と豊前が合併して「関門県」を結成するという意見などもある。なお、自治体の間では、下関市と北九州市を山口県や福岡県から分離して、双方が合併して「関門特別市」を結成しようという動きがある。

## 主要自治体
主に人口10万人以上の自治体を記載。太字は県庁所在地。各自治体名の後に付ける記号は、☆は政令指定都市、〇は中核市、△は施行時特例市。人口のデータは2025年4月1日現在のもの。
| - 山口県 - 下関市〇（238,587人） - 山口市（187,892人） - 宇部市（154,822人） - 周南市（130,170人） - 岩国市（120,265人） - 防府市（110,785人） - 福岡県 - 福岡市☆（1,660,254人） - 北九州市☆（901,757人） - 久留米市〇（298,125人） - 飯塚市（122,363人） - 春日市（109,361人） - 筑紫野市（104,975人） - 大野城市（103,484人） - 大牟田市（102,809人） - 糸島市（100,299人） | - 佐賀県 - 佐賀市△（227,018人） - 唐津市（110,396人） - 長崎県 - 長崎市〇（385,105人） - 佐世保市〇（227,386人） - 諫早市（130,616人） - 熊本県 - 熊本市☆（735,509人） - 八代市（116,742人） - 大分県 - 大分市〇（468,584人） - 別府市（111,435人） | - 宮崎県 - 宮崎市〇（391,823人） - 都城市（158,901人） - 延岡市（110,078人） - 鹿児島県 - 鹿児島市〇（580,037人） - 霧島市（120,611人） - 沖縄県 - 那覇市〇（308,989人） - 沖縄市（141,085人） - うるま市（127,200人） - 浦添市（115,072人） |

## 関連事項
- 九州
- 山口県
- 関門海峡

- 南西諸島
- 日本の地域
- 日本海